# Atlas (musikalbum)
Atlas är ett musikalbum av den australiensiska musikgruppen Parkway Drive, utgivet i oktober 2012.

## Låtlista
1. Sparks
2. Old Ghosts / New Regrets
3. Dream Run
4. Wild Eyes
5. Dark Days
6. The River
7. Swing
8. The Slow Surrender
9. Atlas
10. Sleight of Hand
11. Snake Oil and Holy Water
12. Blue and the Grey